# 电厂站
电厂站是位于中华人民共和国重庆市九龙坡区的重庆轨道交通18号线车站，车站编号18/09，2023年12月28日随18号线一期建成启用。